# Лепрекон повертається
Лепрекон повертається (англ. Leprechaun Returns) — американський фільм жахів 2018 року, сиквел фільму «Лепрекон» 1993 року.

## Сюжет
Пройшло 25 років з того часу, як вдалося за допомогою чотирилистої конюшини відправити злого лепрекона в колодязь назавжди. Особняк довго стояв покинутий, поки його не захотіли реставрувати кілька студентів. Молодий колектив вирішив зробити з цього місця зелену зону з сонячними батареями і без будь-якого інтернету. В ході ремонту вони пошкодили колодязь, що дозволило лепрекону знову вирватися на волю. Він як і раніше не знайшов свій горщик із золотом і рішуче хоче роздобути його назад. Маленький злісний монстр не знає де він може перебувати і думає, що нові мешканці замішані в його викраденні і їм належить за це поплатитися життями.

## У ролях
| Актор                    | Роль                    |
| ------------------------ | ----------------------- |
| Лінден Порко             | Лепрекон                |
| Тейлор Спрейтлер         | Ліла                    |
| Пепі Сонуга              | Кеті                    |
| Сай Беннетт              | Роуз                    |
| Марк Голтон              | Оззі                    |
| Бен Макгрегор            | Енді                    |
| Леон Клайнгман           | університетський радник |
| Емілі Рід                | Емілі                   |
| Гізер Макдональд         | Торі Редінг             |
| Олівер Ллевелін Дженкінс | Метт                    |
| Піт Спірос               | поштар                  |